# Micrathetis conviva
Micrathetis conviva là một loài bướm đêm trong họ Noctuidae.